# Июньское восстание 1832 года
Июньское восстание (фр. Insurrection républicaine à Paris en juin 1832) — восстание французских республиканцев против правительства короля Франции Луи-Филиппа I. Бои между повстанцами и правительственными войсками продолжались с 5 по 6 июня 1832 года. Произошло в Париже и было подавлено, не приведя к каким-либо немедленным политическим изменениям.

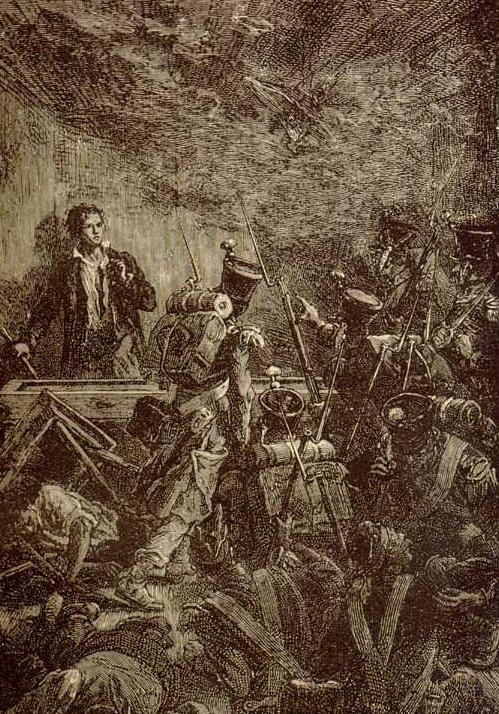
Расстрел Анжольраса — руководителя революционеров в романе Виктора Гюго «Отверженные»

## Социально-политическая ситуация
Во время Июльской революции 1830 года избранная Палата депутатов взяла власть, установила конституционную монархию, король Карл X из дома Бурбонов вынужден был отречься от престола, На трон взошёл его двоюродный брат Луи-Филипп, придерживавшийся либеральных взглядов. Это разгневало республиканцев, которые видели, как одного короля сменил другой, и к 1832 году возникло ощущение, что их революция, за которую многие погибли, была украдена. Республиканцами руководили тайные общества, состоявшие из наиболее решительных членов их движения. Эти группы планировали спровоцировать беспорядки, подобные тем, которые привели к июльской революции 1830. «Общество прав человека» было одним из самых влиятельных. Она была организована как армия, разделенная на секции по двадцать членов каждая (чтобы обойти закон, запрещавший объединение более двадцати человек), с президентом и вице-президентом каждой секции.
В преддверии восстания возникли серьезные экономические проблемы, особенно острые в период с 1827 по 1832 год. Неурожаи, нехватка продовольствия и рост стоимости жизни вызвали недовольство населения. Весной 1832 года в Париже произошла масштабная вспышка холеры, в результате которой число погибших составило 18 402 человека в городе и 100 000 человек по всей Франции. Бедные кварталы Парижа были опустошены этой болезнью, что вызвало подозрения, что правительство отравило колодцы. 16 мая умер от холеры премьер-министр Казимир Перье, а через две недели после него, 1 июня, скончался от этой же эпидемии другой активный политический деятель Франции — Максимилиан Ламарк.

## Доклад тридцати девяти
22 мая тридцать девять оппозиционно настроенных депутатов, в большинстве своем разочаровавшихся режимом правления Орлеанского дома, среди которых также несколько республиканцев, собираются у Жака Лаффитта и принимают решение опубликовать доклад-обращение к своим избирателям с целью подвести итоги своей деятельности и обосновать свои действия, в том числе участие в голосованиях. В действительности же документ представляет собой обвинение, выдвинутое против кабинета министров, возглавляемого Перье, назначенного на должность Премьер-министра 13 марта 1831 г. после отстранения Лаффитта. Проект доклада составлен комиссией из шести депутатов (Комт, ЛаФайет, Лаффитт, Одилон Барро, Моген, Корменен) и одобрен всеми 39 участниками 28 мая.
В докладе не осуждается монархия, которая, «по мнению Франции 1830 г., как и по мнению Франции 1789 г., не была непримирима с принципами свободы, так как была окружена демократическими институтами»; в нём лишь приведены обещания, которые не сдержали «деятели 13 марта» и «так называемая легитимная система». Доклад обличает правительство в неоднократном нарушении свободы, что способствует сохранению беспорядков и разжигало возмущения, а также в нежелании оказывать поддержку притесняемым народам (в первую очередь польскому народу) на международном уровне, что придает смелости «королевской Европе» и Священному союзу.
В Докладе утверждается, что контрреволюционеры подготавливают свои планы и контрреволюция сможет восторжествовать: «Реставрация и Революция готовы вступить в войну; старая борьба, которая, как нам казалось, закончилась, возобновляется». Несмотря на то, что в Докладе ни разу не упоминаются термины «Республика» или «республиканский», документ представляет собой резкую критику и осуждение Июльской монархии со стороны тех, кто вначале способствовал её утверждению. Заключительная часть Доклада может быть истолкована как скрытый призыв к свержению монархии и учреждению республики: «Мы, объединённые преданным служением великой и благородной цели, за которую Франция сражается уже сорок лет, […] мы посвятили ей свои жизни и мы верим в её торжество».
Публикация манифеста создает эффект разорвавшейся бомбы. Республиканская оппозиция переходит к решительным действиям, заручившись, как это часто происходило при Июльской монархии, поддержкой легитимистов, которые все ещё надеялись обратить смуту в свою пользу. Так, председатель республиканского общества «Голуаз» Дешапель, находясь в родстве с О’Хегерти, служившими придворными шталмейстерами Карла Х в эмиграции, поддержал восстание, чтобы после завершения беспорядков обратить его в пользу старшей ветви Бурбонов.

## Похороны генерала Ламарка

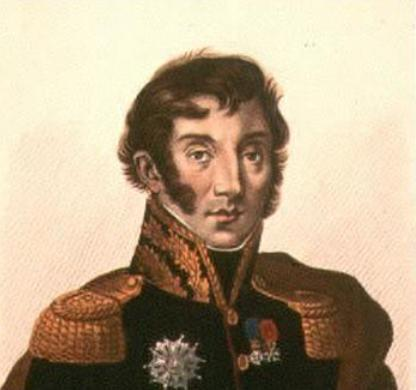
Максимилиан Ламарк

2 июня 1832 года на похоронах убитого на дуэли математика-республиканца Эвариста Галуа оппозиционные настроения начинают накаляться, и руководители оппозиции ждут, чтобы выступить 5 июня. В этот день должны состояться похороны генерала Ламарка — одного из виднейших деятелей республиканской партии, скончавшегося от холеры. Республиканцы безошибочно рассчитали, что похороны генерала привлекут огромное количество народа, что создаст благоприятную ситуацию для того, чтобы поднять восстание, которое интенсивно подготавливалось тайными республиканскими обществами.
5 июня похоронная процессия прошествовала по Большим бульварам до моста Аустерлиц, где, возглавляемая республиканцами с красными флагами, превратилась в демонстрацию, вылившуюся в вооруженное столкновение с войсками, которые были командированы для устранения беспорядков. Часть солдат национальной гвардии переходит на сторону восставших. Сражения с неопределённым исходом продолжаются до вечера.

## Восстание
Король Луи-Филипп, 1 июня разместившийся в замке Сен-Клу после приёма в Компьени короля Бельгии Леопольда I, получил известие о событиях 5 июня от одного из своих адъютантов, генерала Геймеса. Луи-Филипп без промедления садится в экипаж и возвращается в Париж в сопровождении королевы Марии-Амалии и госпожи Аделаиды. С тем, чтобы продемонстрировать своё спокойствие и решимость, вечером того же дня во дворе Каррузель дворца Тюильри Луи-Филипп проводит смотр регулярных войск и гарнизонов национальной гвардии.
Ночью войска под командованием маршала Мутона освобождают окраинные кварталы столицы и оттесняют восставших в исторический центр Парижа. Сражение завязывается утром 6 июня. Национальная гвардия оказывает сопротивление, а восставшие строят баррикады в квартале Сен-Мерри, где разворачиваются смертельные бои, жертвами которых стали около 800 человек; регулярная армия насчитывает 55 погибших и 240 раненых, национальная гвардия — 18 погибших и 104 раненых, среди восставших — 93 погибших и 240 раненых. В своих мемуарах префект полиции Анри Жиске приводит следующие данные о потерях: 18 погибших и 104 раненых в национальной гвардии, 32 погибших и 170 раненых в регулярной армии, 20 погибших и 52 раненых в муниципальной гвардии, не считая тех, кто не принадлежал к трём указанным формированиям. По оценке Жиске, среди восставших насчитывалось не менее 80 погибших, 200 раненых и 1500 задержанных.
Зачинщики мятежа либо арестованы, либо скрываются, как генерал Лафайет, который, предвидя поражение, укрылся в провинции. Вечером 5 июня депутаты династической оппозиции, которые, как Лаффитт или Барро, подписали Доклад-обращение, снова собираются у Лаффитта. Не решаясь принять ни одну из сторон, они в итоге принимают решение утром 6 июня направить своих представителей к Луи-Филиппу с требованием изменить политический курс страны и тем самым прекратить кровопролитие.
Утром 6 июня король проводит смотр войск на Елисейских полях и площади Согласия, затем направляется к местам боев, которые солдаты и гвардейцы ведут на севере Парижа. Армия повсюду встречает его возгласами «Да здравствует король! Долой республиканцев! Долой сторонников Карла!» В половине четвёртого пополудни Луи-Филипп принимает в Тюильри Лаффитта, Одилона Барро и Араго, которым сообщает, что последний островок сопротивления только что уничтожен и, следовательно, предмет переговоров отсутствует.
Барро, указавший на необходимость бороться с причинами возмущений, которые он видел в том, что «избранный правительством курс не отвечает надеждам, возложенным на Июльскую революцию», получил от короля следующий ответ: «Июльская революция ставила своей целью не допустить нарушения положений Хартии, которые не только сохранены в полном объёме, но и дополнены. […] Моим ориентиром стала Хартия 1830 г., так как именно в этом документе я дал вам свои обещания, которые поклялся соблюдать и которые всегда буду готов отстаивать ценой моей крови. […] Публичный характер принятых мной обязательств и та преданность, с которой я их соблюдаю, должны оградить меня от всех домыслов, вызванных так называемой программой Мэрии. Господин Лаффитт, который также присутствовал в Мэрии вместе со мной, знает, что такой программы не существует. Единственная программа — это декларация, которая была зачитана господином Вьенне. Я неоднократно говорил об этом господину Ла Файету и готов повторить это вам: так называемая программа — чистой воды вымысел и абсурдная ложь».

## Подавление восстания
Чтобы окончательно закрепить свою победу, 6 июня кабинет министров представляет королю на подпись постановление, согласно которому Париж находится в осадном положении. К тому времени возмущения закончились, но существуют опасения, что суд присяжных вынесет слишком много оправдательных приговоров, как это часто случалось с 1830 на процессах в отношении руководителей республиканских партий. Введение осадного положения позволяет передать полномочия, которые обычно находятся в компетенции гражданских институтов, военным властям, и тем самым предоставить рассмотрение дел, подследственных гораздо более строгому Военному совету.
Первый смертный приговор, вынесенный 18 июня, подлежит обжалованию, и решением от 29 июня 1832 года кассационный суд аннулирует постановление Военного совета и направляет дела на рассмотрение в общеустановленном правовом порядке, ссылаясь на положения статей 53, 54 и 56 Хартии 1830 года, которые гарантируют рассмотрение дел судом присяжных без вмешательства чрезвычайных судебных органов.
Подчиняясь решению кассационного суда, Луи-Филипп в тот же день отменяет постановление от 6 июня. Республиканцы злорадствуют и ещё долго будут клеймить позором «государственный переворот июня 1832 года» Виктор Гюго обличает «политических шулеров, в чьём напёрстке с двойным дном исчезла статья 1414 и которые присвоили себе право объявить об осадном положении». Появляется бессчётное количество карикатур. Но к всеобщему удивлению суд присяжных оказывается суровым: вынесено 82 приговора, из них 7 смертных, которые решением короля заменены ссылкой.

## Восстание в художественной литературе
- Восстание 1832 года играет важную роль в романе Виктора Гюго «Отверженные». Именно на баррикадах улицы Сен-Дени встречаются почти все центральные персонажи романа, многие из которых попрощаются здесь с жизнью. С глубокой симпатией описаны автором молодые республиканцы из революционной организации «Друзья азбуки».